# Боро Андов
Боро Андов (Велес, 5. мај 1920 — Скопље, 30. јун 1983) је био македонски песник за децу.

## Биографија
Рођен у Велесу 5. маја 1920, умро је у Скопљу 30. јуна 1983. годене. Завршио је Правни факултет у Софији. Радио је као адвокат. Од 1977. године је члан Друштва писаца македоније.
Аутор је књига:
- Пиши и бриши (1976)
- Каранфили (1977),
- Река на точковима (1980).